# Illa del Rei

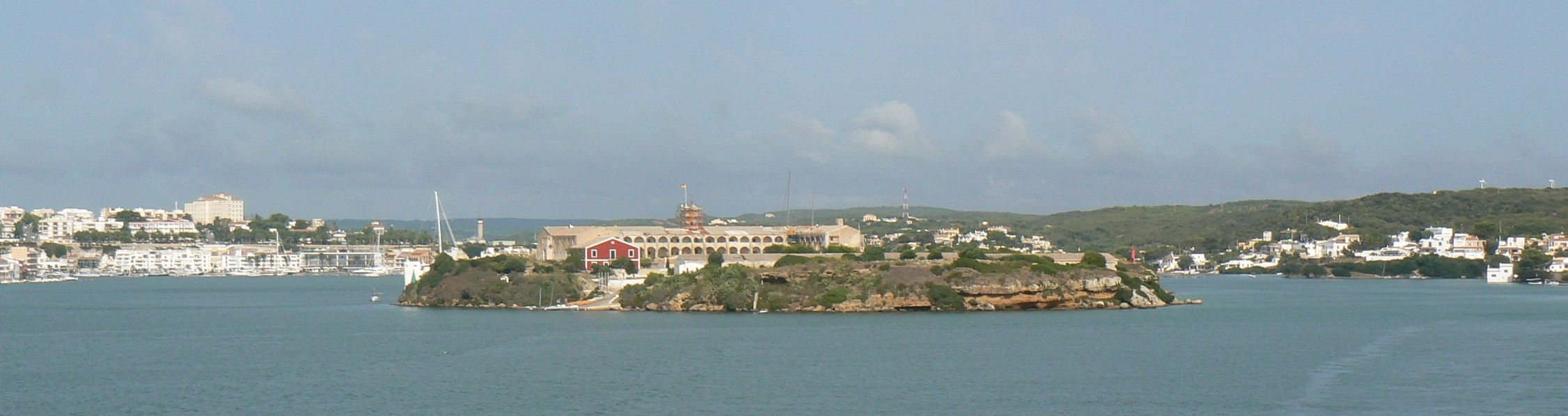
Illa del Rei

L'Illa del Rei és un illot de 41.177 metres quadrats situat al Port de Maó, davant del Poble des Castell (al sud) i de cala Llonga (al nord), a Menorca. L'illa va ser coneguda llarg temps com l'Illa de Conills. A l'època medieval se li va donar el nom d'Illa del Rei perquè va ser l'indret on va desembarcar el rei Alfons III, l'any 1287, quan va arribar per conquerir l'illa als musulmans. Durant la dominació britànica va ser anomenada Bloody Island (Illa Sanguinolenta) per les seves funcions d'hospital. Va ser on al segle xix, els anglesos, que aleshores dominaven l'illa, van construir el seu primer hospital a Maó. L'edifici ocupa una gran part de l'illa i actualment, com l'illa, pertany al Ministeri de Sanitat d'Espanya. En aquest illot es conserven encara les restes d'una basílica paleocristiana del segle vi, cosa que mostra que en aquest temps ja estava habitat, i hi ha una sargantana endèmica, la Podarcis lilfordi balearica. L'any 1979 el govern d'Espanya va declarar la basílica i construccions adjacents Monument Històric, Artístic i Arqueològic de Caràcter Nacional. Té dos embarcadors situats oposadament, un al nord, el moll dels Monjos, i un altre més petit al sud. Des de 2021 acull una galeria d'art de Hauser & Wirth.

## Basílica paleocristiana

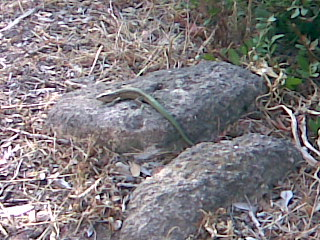
Sargantana de l'illa del Rei

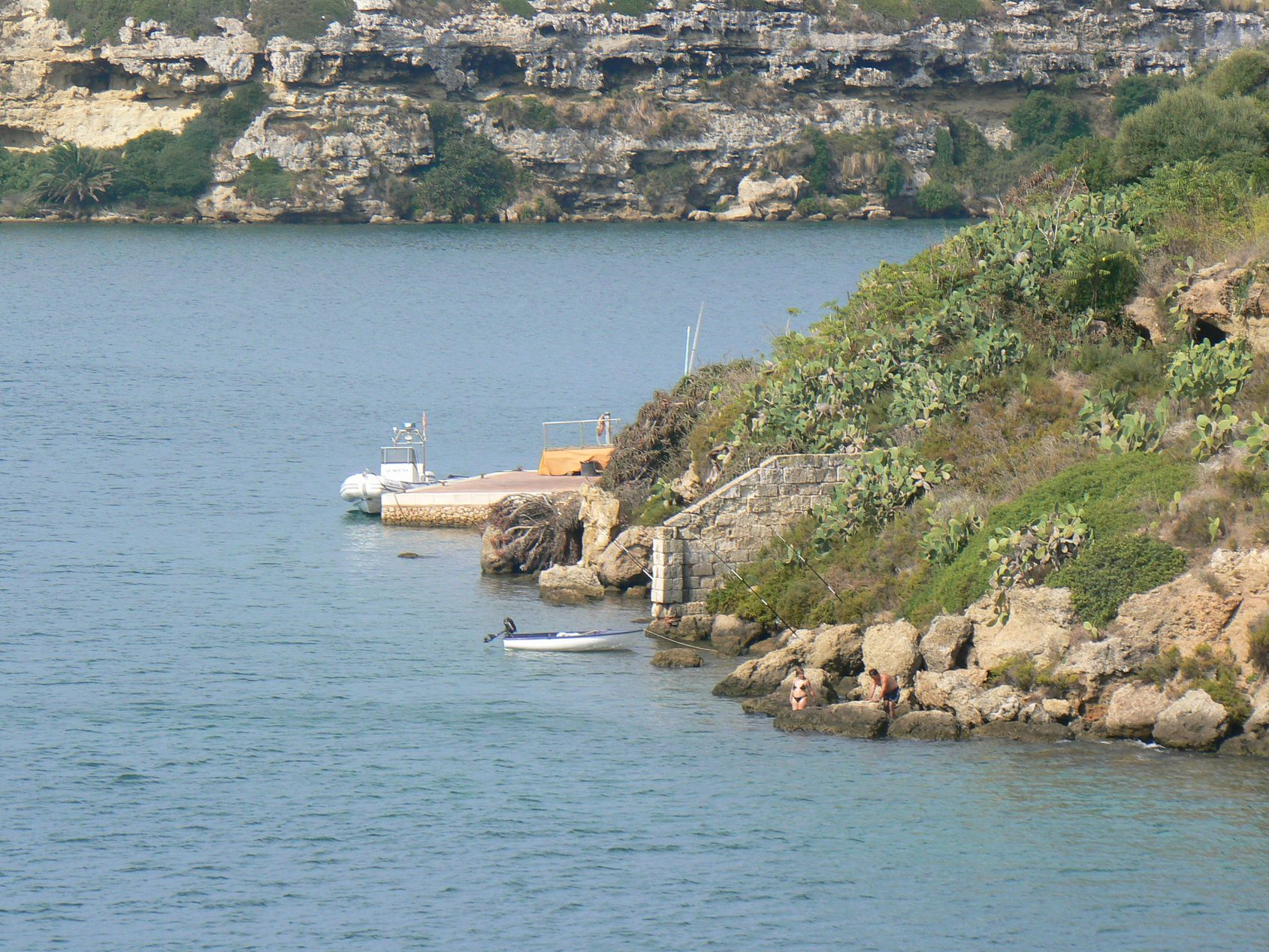
Un dels dos embarcaderos de l'illot

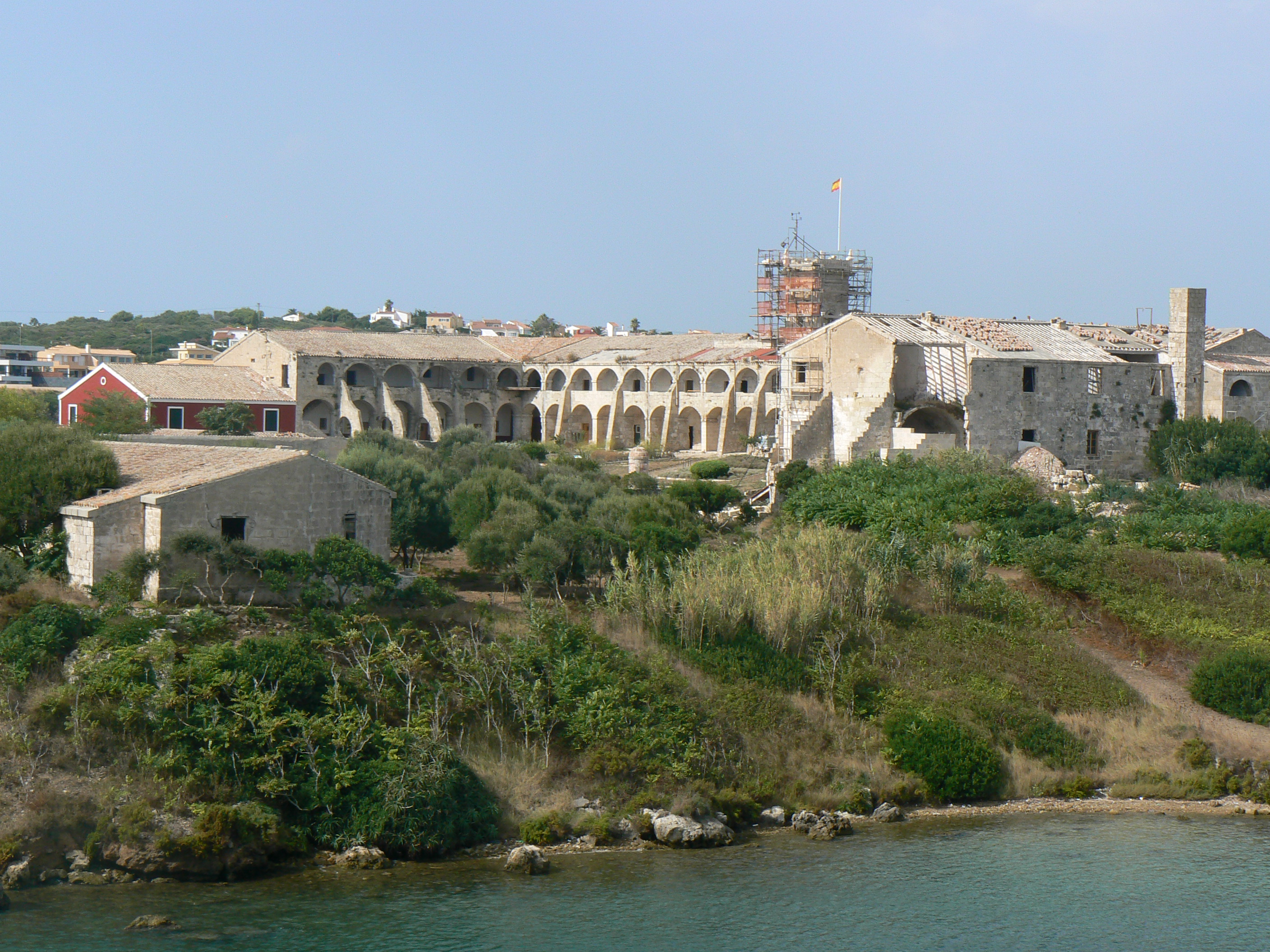
Construcció hospitalària de l'illa del Rei, a Menorca

A l'illa de rei, en 1888, hom va trobar un mosaic de trenta-dos metres quadrats i de colors blancs, blaus i rosats. Es va descobrir per casualitat, mentre es treballava una part de la terra per a dedicar-la a cultivar. El mosaic, que correspon a una basílica paleocristiana, actualment es troba al Museu de Menorca (a Maó), mentre que a l'Illa del Rei romanen les restes d'aquesta construcció.

## Antic hospital
El conjunt arquitectònic que ocupa la major part de l'illot es va construir quan, en 1711, durant la primera dominació britànica, l'almirall anglès John Jennings va manar construir un hospital en aquest indret. L'hospital era del mateix estil que el Royal Hospital Chealsea i que el Greenwich Naval Hospital a Londres, de l'arquitecte Sir Christopher Wren.
Entre 1771 i 1776 es va reparar i reformar però en passar Menorca a mans espanyoles es va desmantellar per a la construcció de la fortificació Sant Felip. En 1784 els espanyols van transformant la capella protestant en catòlica. En 1798 torna a passar a mans dels anglesos, que l'usen novament com a hospital. Des d'aleshores, funcionarà com a hospital militar utilitzat per francesos, estatunidencs i espanyols, que prestarien l'illa a altres països per a tasques diverses.
No va ser fins a 1964 que l'hospital de Maó es traslladaria a Menorca, al carrer Vassall de Maó, per les dificultats que suposava el fet d'haver de traslladar els ferits a l'illa, però la propietat va romandre del govern espanyol.